# Mujran Goguia
Mujran Goguia (en georgiano: მუხრან გოგია, Zugdidi, URSS, 16 de agosto de 1971) es un deportista georgiano que compitió en halterofilia. Ganó una medalla de bronce en el Campeonato Europeo de Halterofilia de 1994, en la categoría de 99 kg.

## Palmarés internacional
| Campeonato Europeo | Campeonato Europeo        | Campeonato Europeo | Campeonato Europeo |
| Año                | Lugar                     | Medalla            | Categoría          |
| ------------------ | ------------------------- | ------------------ | ------------------ |
| 1994               | Sokolov (República Checa) | Medalla de bronce  | 99 kg              |